# Nationale Sportakademie „Wassil Lewski“
Die Nationale Sportakademie „Wasil Lewski“ (bulgarisch Националната спортна академия „Васил Левски“) ist eine  Akademie in Bulgarien.

## Geschichte
Die Schule wurde 1942 als Höhere Schule für den Sportunterricht in Sofia im Auftrag von Boris III. gegründet. 1953 hieß die Schule Höhere Institut für Physikalische Bildung und Sport (bulgarisch Висш институт за физическо възпитание и спорт).

## Rektoren
- Georgi Karaivanow (1942–1943)
- Rusi Stoyanow (1943–1945)
- Kyril Atanasow (1945)
- Dragomir Stefanow (1945–1962)
- Asen Geschew (1962–1968)